# Bolivaritettix nigritibialis
Bolivaritettix nigritibialis är en insektsart som beskrevs av Zheng, Z. 2002. Bolivaritettix nigritibialis ingår i släktet Bolivaritettix och familjen torngräshoppor. Inga underarter finns listade i Catalogue of Life.